# Mycale (spons)
Mycale is een geslacht van sponsdieren uit de klasse van de Demospongiae (gewone sponzen).

## Soorten
- Mycale (Aegogropila) adhaerens (Lambe, 1893)
- Mycale (Aegogropila) americana van Soest, 1984
- Mycale (Aegogropila) arndti van Soest, 1984
- Mycale (Aegogropila) babici (de Laubenfels, 1936)
- Mycale (Aegogropila) bamfieldensis Reiswig & Kaiser, 1989
- Mycale (Aegogropila) carmigropila Hajdu & Rützler, 1998
- Mycale (Aegogropila) cavernosa Bergquist, 1965
- Mycale (Aegogropila) citrina Hajdu & Rützler, 1998
- Mycale (Aegogropila) contarenii (Lieberkühn, 1859)
- Mycale (Aegogropila) crassissima (Dendy, 1905)
- Mycale (Aegogropila) denticulata Bertolino, Calcinai & Pansini, 2009
- Mycale (Aegogropila) dickinsoni Carballo & Cruz-Barraza, 2010
- Mycale (Aegogropila) dubia (Czerniavsky, 1880)
- Mycale (Aegogropila) escarlatei Hajdu, Zea, Kielman & Peixinho, 1995
- Mycale (Aegogropila) flagelliformis (Bergquist & Fromont, 1988)
- Mycale (Aegogropila) furcata Calcinai, Bavestrello, Bertolino, Pica, Wagner & Cerrano, 2013
- Mycale (Aegogropila) jukdoensis Kang & Sim, 2005
- Mycale (Aegogropila) kolletae Carballo & Hajdu, 2001
- Mycale (Aegogropila) lilianae Carballo & Hajdu, 1998
- Mycale (Aegogropila) magellanica (Ridley, 1881)
- Mycale (Aegogropila) magnitoxa Carballo & Cruz-Barraza, 2010
- Mycale (Aegogropila) meridionalis Lévi, 1963
- Mycale (Aegogropila) militaris Annandale, 1914
- Mycale (Aegogropila) nodulosa Goodwin, Jones, Neely & Brickle, 2011
- Mycale (Aegogropila) parvasigma Hoshino, 1981
- Mycale (Aegogropila) pectinicola Hentschel, 1911
- Mycale (Aegogropila) pellucida (Ridley, 1884)
- Mycale (Aegogropila) phillipensis (Dendy, 1896)
- Mycale (Aegogropila) plumosa sensu Hoshino, 1981
- Mycale (Aegogropila) porosa (Ridley & Dendy, 1886)
- Mycale (Aegogropila) retifera Topsent, 1924
- Mycale (Aegogropila) rotalis (Bowerbank, 1874)
- Mycale (Aegogropila) rubra Cedro, Hajdu & Correia, 2013
- Mycale (Aegogropila) serpens (Lendenfeld, 1888)
- Mycale (Aegogropila) simonis (Ridley & Dendy, 1886)
- Mycale (Aegogropila) sulevoidea (Sollas, 1902)
- Mycale (Aegogropila) syringosimilis Van Soest, Beglinger & De Voogd, 2014
- Mycale (Aegogropila) syrinx (Schmidt, 1862)
- Mycale (Aegogropila) tapetum Samaai & Gibbons, 2005
- Mycale (Aegogropila) tenerifensis Van Soest, Beglinger & De Voogd, 2014
- Mycale (Aegogropila) tunicata (Schmidt, 1862)
- Mycale (Anomomycale) titubans (Schmidt, 1870)
- Mycale (Arenochalina) africamucosa Van Soest, Beglinger & De Voogd, 2014
- Mycale (Arenochalina) anatipes (Lamarck, 1813)
- Mycale (Arenochalina) anomala (Ridley & Dendy, 1886)
- Mycale (Arenochalina) aplysilloides (Lendenfeld, 1888)
- Mycale (Arenochalina) euplectellioides (Row, 1911)
- Mycale (Arenochalina) flammula (Lamarck, 1814)
- Mycale (Arenochalina) incrustans (Burton, 1932)
- Mycale (Arenochalina) laxissima (Duchassaing & Michelotti, 1864)
- Mycale (Arenochalina) mirabilis (Lendenfeld, 1887)
- Mycale (Arenochalina) pluriloba (Lamarck, 1814)
- Mycale (Arenochalina) setosa (Keller, 1889)
- Mycale (Arenochalina) tenuityla (Pulitzer-Finali, 1982)
- Mycale (Arenochalina) trincomalensis Rao, 1941
- Mycale (Arenochalina) truncatella (Lendenfeld, 1887)
- Mycale (Carmia) atropha Van Soest, Beglinger & De Voogd, 2014
- Mycale (Carmia) bolivari Ferrer-Hernandez, 1914
- Mycale (Carmia) carlilei Lehnert, Stone & Heimler, 2006
- Mycale (Carmia) cecilia de Laubenfels, 1936
- Mycale (Carmia) cockburniana Hentschel, 1911
- Mycale (Carmia) confundata (de Laubenfels, 1954)
- Mycale (Carmia) contax (Dickinson, 1945)
- Mycale (Carmia) crassa (Dendy, 1896)
- Mycale (Carmia) cucumis Koltun, 1958
- Mycale (Carmia) digitata Bergquist & Tizard, 1967
- Mycale (Carmia) diminuta Sarà, 1978
- Mycale (Carmia) erythraeana (Row, 1911)
- Mycale (Carmia) fascibula (Topsent, 1904)
- Mycale (Carmia) fibrexilis Wilson, 1894
- Mycale (Carmia) fistulifera (Row, 1911)
- Mycale (Carmia) fusiformis Lévi, 1960
- Mycale (Carmia) gaussiana Hentschel, 1914
- Mycale (Carmia) guineensis Van Soest, Beglinger & De Voogd, 2014
- Mycale (Carmia) helios (Fristedt, 1887)
- Mycale (Carmia) hentscheli (Bergquist & Fromont, 1988)
- Mycale (Carmia) hentscheli Hooper in Hooper & Wiedenmayer, 1994
- Mycale (Carmia) levii Samaai & Gibbons, 2005
- Mycale (Carmia) lissochela Bergquist, 1965
- Mycale (Carmia) macilenta (Bowerbank, 1866)
- Mycale (Carmia) magnirhaphidifera van Soest, 1984
- Mycale (Carmia) micracanthoxea Buizer & van Soest, 1977
- Mycale (Carmia) microsigmatosa Arndt, 1927
- Mycale (Carmia) microxea Vacelet, Vasseur & Lévi, 1976
- Mycale (Carmia) minima (Waller, 1880)
- Mycale (Carmia) modesta (Lambe, 1895)
- Mycale (Carmia) murrayi (Ridley & Dendy, 1886)
- Mycale (Carmia) mytilorum Annandale, 1914
- Mycale (Carmia) nullarosette Hoshino, 1981
- Mycale (Carmia) orientalis (Topsent, 1897)
- Mycale (Carmia) papillosa Koltun, 1959
- Mycale (Carmia) phyllophila Hentschel, 1911
- Mycale (Carmia) pulvinus Samaai & Gibbons, 2005
- Mycale (Carmia) raphidiophora Hentschel, 1911
- Mycale (Carmia) richardsoni Bakus, 1966
- Mycale (Carmia) sanguinea Tsurnamal, 1969
- Mycale (Carmia) senegalensis Lévi, 1952
- Mycale (Carmia) stegoderma (de Laubenfels, 1954)
- Mycale (Carmia) subclavata (Bowerbank, 1866)
- Mycale (Carmia) suezza (Row, 1911)
- Mycale (Carmia) tasmani (Bergquist & Fromont, 1988)
- Mycale (Carmia) tenuisinuousitylostyli Hoshino, 1981
- Mycale (Carmia) tenuispiculata (Dendy, 1905)
- Mycale (Carmia) toxifera (Dendy, 1896)
- Mycale (Carmia) urizae Carballo & Hajdu, 1998
- Mycale (Grapelia) ancorina (Whitelegge, 1906)
- Mycale (Grapelia) australis (Gray, 1867)
- Mycale (Grapelia) burtoni Hajdu, 1995
- Mycale (Grapelia) menylloides Hajdu, 1995
- Mycale (Grapelia) parasitica (Carter, 1885)
- Mycale (Grapelia) trichophora (Dendy & Frederick, 1924)
- Mycale (Grapelia) unguifera Hajdu, Zea, Kielman & Peixinho, 1995
- Mycale (Grapelia) vaceleti Hajdu, 1995
- Mycale (Grapelia) vansoesti Hajdu, 1995
- Mycale (Mycale) alagoana Cedro, Correia & Hajdu, 2011
- Mycale (Mycale) anisochela Lévi, 1963
- Mycale (Mycale) arctica (Fristedt, 1887)
- Mycale (Mycale) arenaria Hajdu & Desqueyroux-Faúndez, 1994
- Mycale (Mycale) arenicola (Ridley & Dendy, 1886)
- Mycale (Mycale) armata Thiele, 1903
- Mycale (Mycale) aruensis Hentschel, 1912
- Mycale (Mycale) beatrizae Hajdu & Desqueyroux-Faúndez, 1994
- Mycale (Mycale) brownorum Goodwin, Brewin & Brickle, 2012
- Mycale (Mycale) cartwrighti Goodwin, Brewin & Brickle, 2012
- Mycale (Mycale) chujaensis Kang & Sim, 2005
- Mycale (Mycale) darwini Hajdu & Desqueyroux-Faúndez, 1994
- Mycale (Mycale) dendyi (Row, 1911)
- Mycale (Mycale) doellojuradoi Burton, 1940
- Mycale (Mycale) fusca (Ridley & Dendy, 1886)
- Mycale (Mycale) gelatinosa (Ridley, 1884)
- Mycale (Mycale) geojensis Sim & Lee, 2001
- Mycale (Mycale) grandis Gray, 1867
- Mycale (Mycale) gravelyi Burton, 1937
- Mycale (Mycale) hispida (Lambe, 1893)
- Mycale (Mycale) immitis (Schmidt, 1870)
- Mycale (Mycale) indica (Carter, 1887)
- Mycale (Mycale) japonica Koltun, 1959
- Mycale (Mycale) jasoniae Lehnert, Stone & Heimler, 2006
- Mycale (Mycale) laevis (Carter, 1882)
- Mycale (Mycale) lapidiformis (Ridley & Dendy, 1886)
- Mycale (Mycale) lingua (Bowerbank, 1866)
- Mycale (Mycale) longistyla Koltun, 1958
- Mycale (Mycale) loveni (Fristedt, 1887)
- Mycale (Mycale) macginitiei de Laubenfels, 1930
- Mycale (Mycale) macrochela Burton, 1932
- Mycale (Mycale) madraspatana Annandale, 1914
- Mycale (Mycale) massa (Schmidt, 1862)
- Mycale (Mycale) monanchorata Burton & Rao, 1932
- Mycale (Mycale) myriasclera Lévi & Lévi, 1983
- Mycale (Mycale) novaezealandiae Dendy, 1924
- Mycale (Mycale) paschalis Desqueyroux-Faúndez, 1990
- Mycale (Mycale) quadripartita Boury-Esnault, 1973
- Mycale (Mycale) rara (Dendy, 1896)
- Mycale (Mycale) rhaphidotoxa Hentschel, 1912
- Mycale (Mycale) simplex (Czerniavsky, 1880)
- Mycale (Mycale) strongylophora (de Laubenfels, 1954)
- Mycale (Mycale) sulcata Hentschel, 1911
- Mycale (Mycale) thielei Hajdu & Desqueyroux-Faúndez, 1994
- Mycale (Mycale) toporoki Koltun, 1958
- Mycale (Mycale) topsenti Burton, 1959
- Mycale (Mycale) trichela Lévi, 1963
- Mycale (Mycale) tridens Hentschel, 1914
- Mycale (Mycale) tylota Koltun, 1958
- Mycale (Mycale) vansoesti sensu Calcinai, Cerrano, Totti, Romagnoli & Bavestrello, 2006
- Mycale (Naviculina) arcuiris Lerner & Hajdu, 2002
- Mycale (Naviculina) chungjae Lerner & Hajdu, 2002
- Mycale (Naviculina) cleistochela Vacelet & Vasseur, 1971
- Mycale (Naviculina) cliftoni (Gray, 1867)
- Mycale (Naviculina) cruzi Van Soest, Beglinger & De Voogd, 2014
- Mycale (Naviculina) diversisigmata (van Soest, 1984)
- Mycale (Naviculina) flagellifera Vacelet & Vasseur, 1971
- Mycale (Naviculina) neunggulensis Sim & Kang, 2004
- Mycale (Naviculina) obscura (Carter, 1882)
- Mycale (Naviculina) purpurata Lerner & Hajdu, 2002
- Mycale (Naviculina) thaumatochela Lundbeck, 1905
- Mycale (Naviculina) ulleungensis Sim & Kang, 2004
- Mycale (Oxymycale) acerata Kirkpatrick, 1907
- Mycale (Oxymycale) intermedia (Schmidt, 1874)
- Mycale (Oxymycale) koreana Sim, 1982
- Mycale (Oxymycale) paradoxa (de Laubenfels, 1935)
- Mycale (Oxymycale) renieroides (Schmidt, 1870)
- Mycale (Oxymycale) rhoi (Sim & Lee, 1998)
- Mycale (Oxymycale) stecarmia (de Laubenfels, 1954)
- Mycale (Oxymycale) stephensae Samaai & Gibbons, 2005
- Mycale (Paresperella) atlantica (Stephens, 1917)
- Mycale (Paresperella) bidentata (Dendy, 1905)
- Mycale (Paresperella) curvisigma Lévi, 1969
- Mycale (Paresperella) dentata Sarà, 1958
- Mycale (Paresperella) dichela (Hentschel, 1911)
- Mycale (Paresperella) janvermeuleni Van Soest, Beglinger & De Voogd, 2014
- Mycale (Paresperella) levii (Uriz, 1987)
- Mycale (Paresperella) macrosigma (Lindgren, 1897)
- Mycale (Paresperella) microsigma (Bergquist & Fromont, 1988)
- Mycale (Paresperella) moluccensis (Thiele, 1903)
- Mycale (Paresperella) penicillium (Lendenfeld, 1888)
- Mycale (Paresperella) psila (de Laubenfels, 1930)
- Mycale (Paresperella) repens (Whitelegge, 1907)
- Mycale (Paresperella) serratohamata (Carter, 1880)
- Mycale (Paresperella) serrulata Sarà & Siribelli, 1960
- Mycale (Paresperella) spinosigma (Boury-Esnault, 1973)
- Mycale (Paresperella) toxifera (Lévi, 1963)
- Mycale (Paresperella) undulata Tanita, 1968
- Mycale (Paresperella) vitellina van Soest, 2009
- Mycale (Rhaphidotheca) arctica (Hentschel, 1929)
- Mycale (Rhaphidotheca) coronata (Dendy, 1926)
- Mycale (Rhaphidotheca) loricata (Topsent, 1896)
- Mycale (Rhaphidotheca) marshallhalli (Kent, 1870)
- Mycale (Rhaphidotheca) verdensis Van Soest, Beglinger & De Voogd, 2014
- Mycale (Zygomycale) angulosa (Duchassaing & Michelotti, 1864)
- Mycale (Zygomycale) parishii (Bowerbank, 1875)
- Mycale (Zygomycale) ramulosa Carballo & Cruz-Barrazo, 2010
- Mycale (Zygomycale) sierraleonensis Van Soest, Beglinger & De Voogd, 2014
- Mycale corrugata (Bowerbank, 1866)
- Mycale cylindrica (Whitelegge, 1906)
- Mycale diaphana (Schmidt, 1870)
- Mycale diastrophochela Lévi, 1969
- Mycale fibrosa Boury-Esnault & van Beveren, 1982
- Mycale fisheri (de Laubenfels, 1926)
- Mycale imperfecta Baer, 1906
- Mycale incurvata Lévi, 1993
- Mycale izuensis Tanita & Hoshino, 1989
- Mycale jamaicensis Pulitzer-Finali, 1986
- Mycale jophon (Swartschewsky, 1905)
- Mycale lindbergi Koltun, 1958
- Mycale mammiformis (Ridley & Dendy, 1886)
- Mycale mannarensis Thomas, 1968
- Mycale multisclera Pulitzer-Finali, 1993
- Mycale ochotensis Koltun, 1959
- Mycale pachysigmata Pulitzer-Finali, 1996
- Mycale peculiaris Pulitzer-Finali, 1996
- Mycale pluma (Lamarck, 1814)
- Mycale profunda Koltun, 1964
- Mycale radiosa (Bowerbank, 1876)
- Mycale relicta Annandale, 1924
- Mycale stolonifera (Merejkowski, 1878)
- Mycale strelnikovi Rezvoi, 1924
- Mycale tenuis Sarà, 1978
- Mycale textilis (Whitelegge, 1906)
- Mycale tylotornota Koltun, 1964
- Mycale varpachovskii (Swartschewsky, 1906)
- Mycale vermistyla Li, 1986
- Mycale waitei (Whitelegge, 1906)